# NGC 2755
NGC 2755 est une galaxie spirale située dans la constellation du Lynx. NGC 2755 a été découverte par l'astronome germano-britannique William Herschel en 1787.

## Caractéristiques
Sa vitesse par rapport au fond diffus cosmologique est de  7 734 ± 14 km/s, ce qui correspond à une distance de Hubble de 114,1 ± 8,0 Mpc (∼372 millions d'al).
Selon la base de données Simbad, NGC 2755 est une radiogalaxie.